# Dupleix (corvette)
Pour les autres navires du même nom, voir Dupleix (navire).
Le Dupleix est une corvette à vapeur de la Marine nationale française. Le nom lui est donné en hommage au marquis Joseph François Dupleix, gouverneur général des Établissements français de l'Inde au XVIIIe siècle.
Mise en chantier à Cherbourg le 9 octobre 1856, lancée le 28 mars 1861, la corvette Dupleix fut mise en service le 26 février 1862.
Elle sera transformée ultérieurement en croiseur de 2e classe à barbettes, avant d'être rayée de la flotte en 1887 après 25 années de service dont 17 passées en Extrême-Orient.

## Première croisière
À l'issue de son admission au service actif, la corvette Dupleix est affectée à la station des mers de Chine sous les ordres du vice-amiral Jaurès ; elle effectue une première escale à Saïgon le 25 août 1862 avant de représenter le pavillon français aux îles Lieou-Kieou et Hakodate (Japon) et de prendre les fonctions de commandant de rade à Yokohama.
Gravement malade, le capitaine de frégate Massot transmet son commandement au lieutenant de vaisseau Julihet le 29 juin 1863 qui le conservera jusqu'à l'arrivée du capitaine de frégate Pasquier de Franclieu le 1er mai 1864.
Le 5 septembre 1864, lors de l'affaire de Shimonoseki, le Dupleix tient la deuxième place dans la ligne des corvettes, entre le HMS Tartar anglais du capitaine de vaisseau Hay et devant le Hollandais Metalen Kruis ; de 4 h 0 à 4 h 30, les 6 corvettes (4 anglaises, 1 française, 1 hollandaise) et les 7 bâtiments légers (3 anglais, 2 français, 1 hollandais et 1 américain) réduisent au silence les batteries du prince de Nagato ; le lendemain, l'opération se complète par la mise à terre du corps de débarquement se composant de 1200 anglais, 350 français et 250 hollandais qui occupent alors les ouvrages de défense ; les journées du 7 et du 8 septembre sont mises à profit pour démanteler ces ouvrages militaires ; 60 pièces d'artillerie sont enlevées, 3 d'entre elles font partie aujourd'hui des collections de l'hôtel des Invalides à Paris ; au cours de ces journées, le Dupleix a tiré 411 coups de canons et reçu 11 boulets dans sa coque (dont 4 au-dessous de la ligne de flottaison) et 11 dans son gréement ; 1 boulet en frappant la passerelle a tué le second-maître timonier Fraud et un matelot, il y a également 8 blessés dont 2 grièvement. Le 28 décembre 1864, le Dupleix passe sous le commandement du capitaine de frégate Conrad qui le ramène en France où il est désarmé le 25 juin 1865.

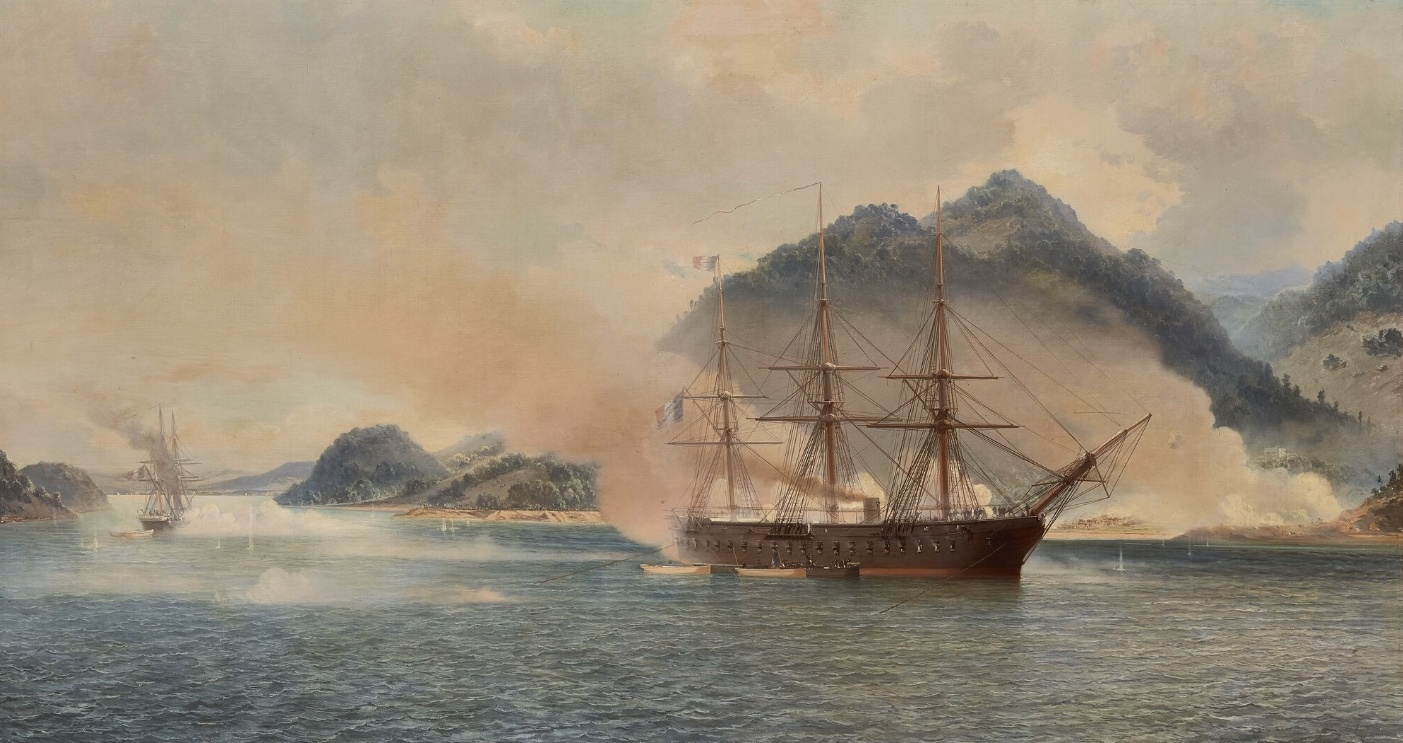
Tancrède (en) et Dupleix lors the bombardement de Shimonoseki.
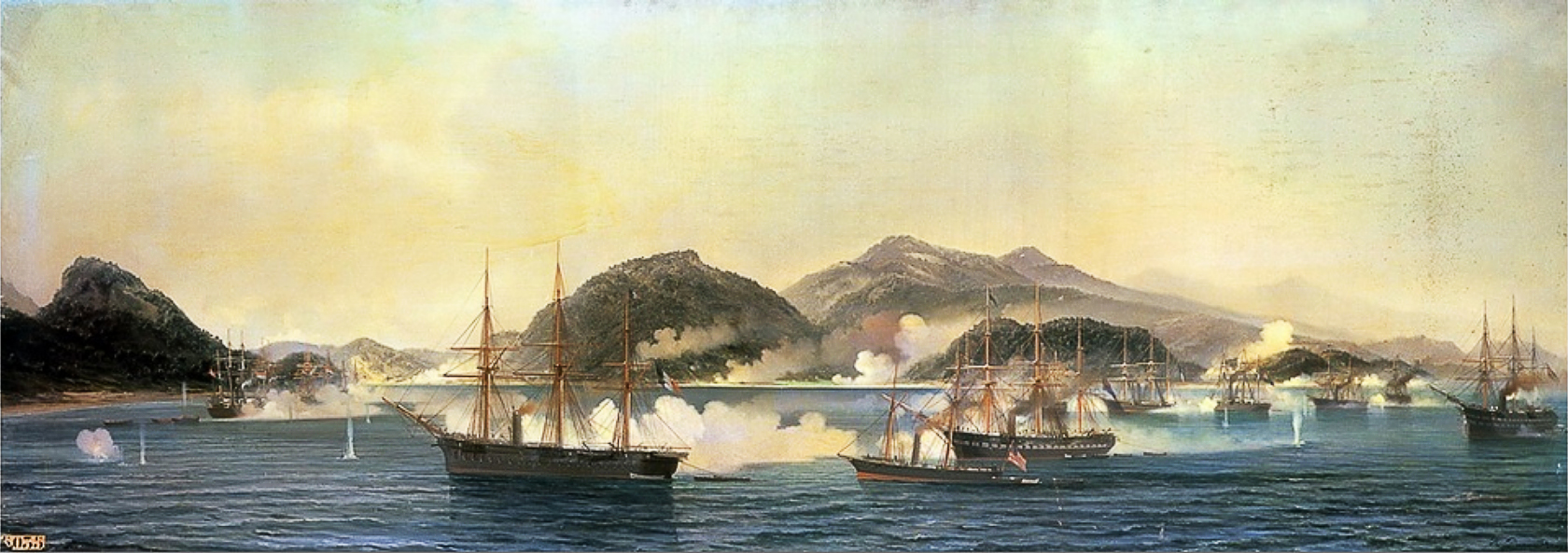
La corvette Dupleix lors du bombardement de Shimonoseki.

## Deuxième croisière

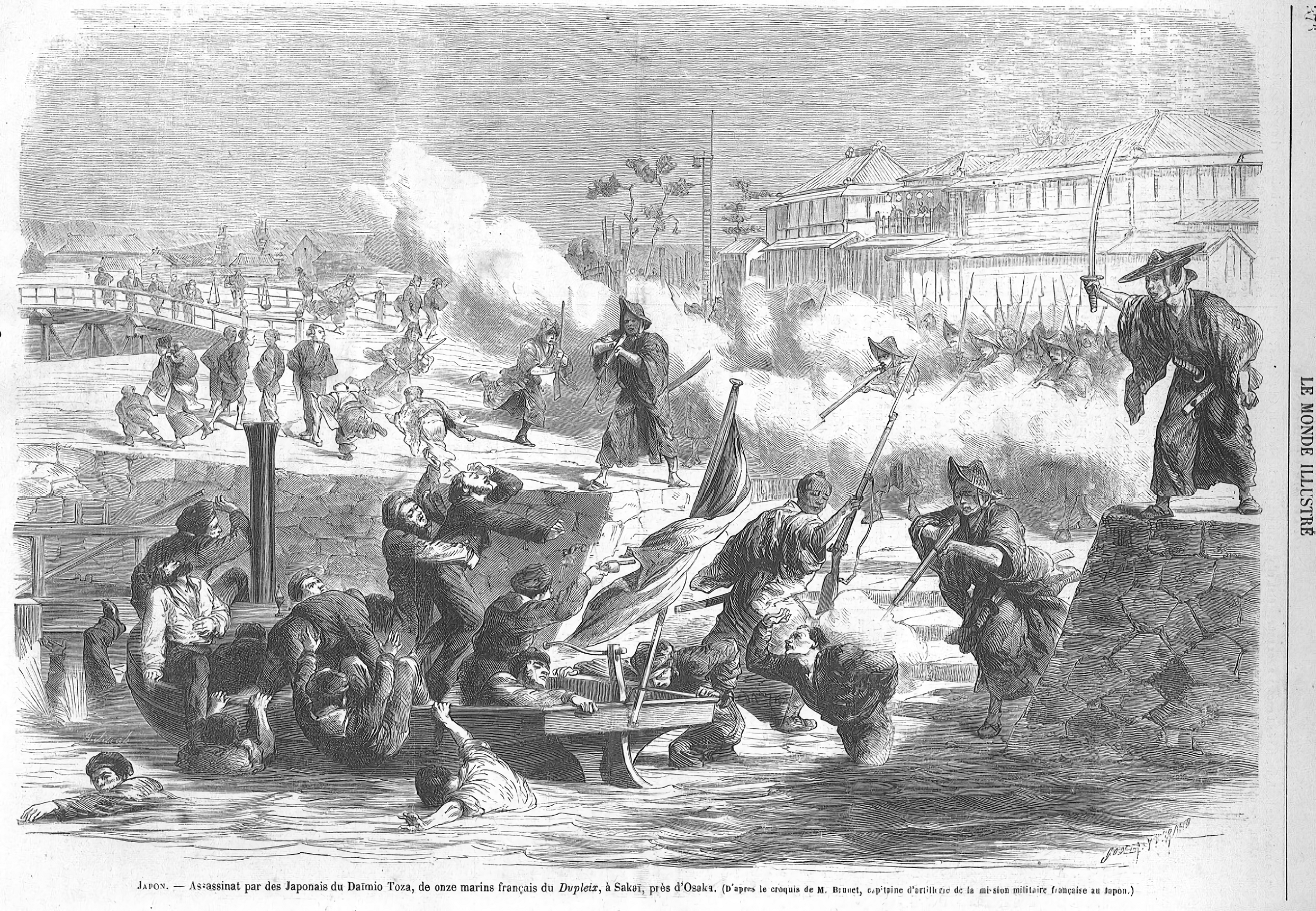
Illustration de 1868 de l'incident de Sakai

Le Dupleix prend pour la seconde fois armement à Cherbourg en 1867 sous le commandement du capitaine de vaisseau Bergasse Dupetit-Thouars. Une fois encore il est affecté à division navale des mers de Chine et du Japon sous les ordres du contre-amiral Ohier ; arrivé à Yokohama en février 1868, le Dupleix se trouve aussitôt mêlé aux événements de la révolution japonaise.
Le 8 mars 1868, un de ses canots envoyé à terre à Sakai, près d'Osaka, est attaqué par des samouraïs du prince de Tosa et perd 11 marins dont l'aspirant Guillou (aujourd'hui un monument dressé dans le cimetière de Kobé perpétue leur mémoire). Épisode connu sous le nom de l'incident de Sakai.
L'énergie du commandant du Petit-Thouars permet d'obtenir une réparation immédiate : les coupables sont arrêtés et 20 d'entre eux sont condamnés à la peine capitale ; cependant le 14 mars, jour de l'exécution, il demande d'arrêter les exécutions à la onzième tête et demande la grâce des autres meurtriers. Le geste lui vaut aussitôt de la part des Japonais une sympathie qui ne cessera de s'accroître par l'intelligence avec laquelle il discernera l'avenir proche du Japon et évitera de compromettre le nom de la France dans les affaires de ce pays ; c'est ainsi que le Dupleix est le premier navire européen à rendre au Mikado les honneurs réservés par le protocole aux souverains occidentaux au fort de Temposan, le 16 avril 1868 ; une visite de l'empereur à bord aurait même suivi, si l'on avait craint d'exciter les jalousies anglaises[réf. nécessaire]. En octobre envoyé à Yeso le Dupleix assure le sauvetage de la corvette anglaise Rattler, naufragée dans la baie de Romanzoff (détroit de La Pérouse).
Remplacé de sa faction à Yeso par le croiseur Coetlogon, le Dupleix reçoit la mission de ramener à Yokohama et à Saïgon le capitaine Brunet et ses compagnons, échappés de l'équipée de Hakodate (avril à juin 1869). L'année suivante, sous le commandement du capitaine de vaisseau Lespes (depuis le 19 juin 1869), le Dupleix continue à faire partie de la division des mers de Chine et du Japon sous les ordres du contre-amiral Dupré ; c'est dans ces conditions qu'il assure, de juillet 1870 à février 1871, le blocus de la corvette allemande Hertha devant le port de Nagasaki où elle s'est réfugiée. En mars 1871, le Dupleix rentre à Cherbourg où il désarme pour la seconde fois en septembre 1871.

## Dernières années

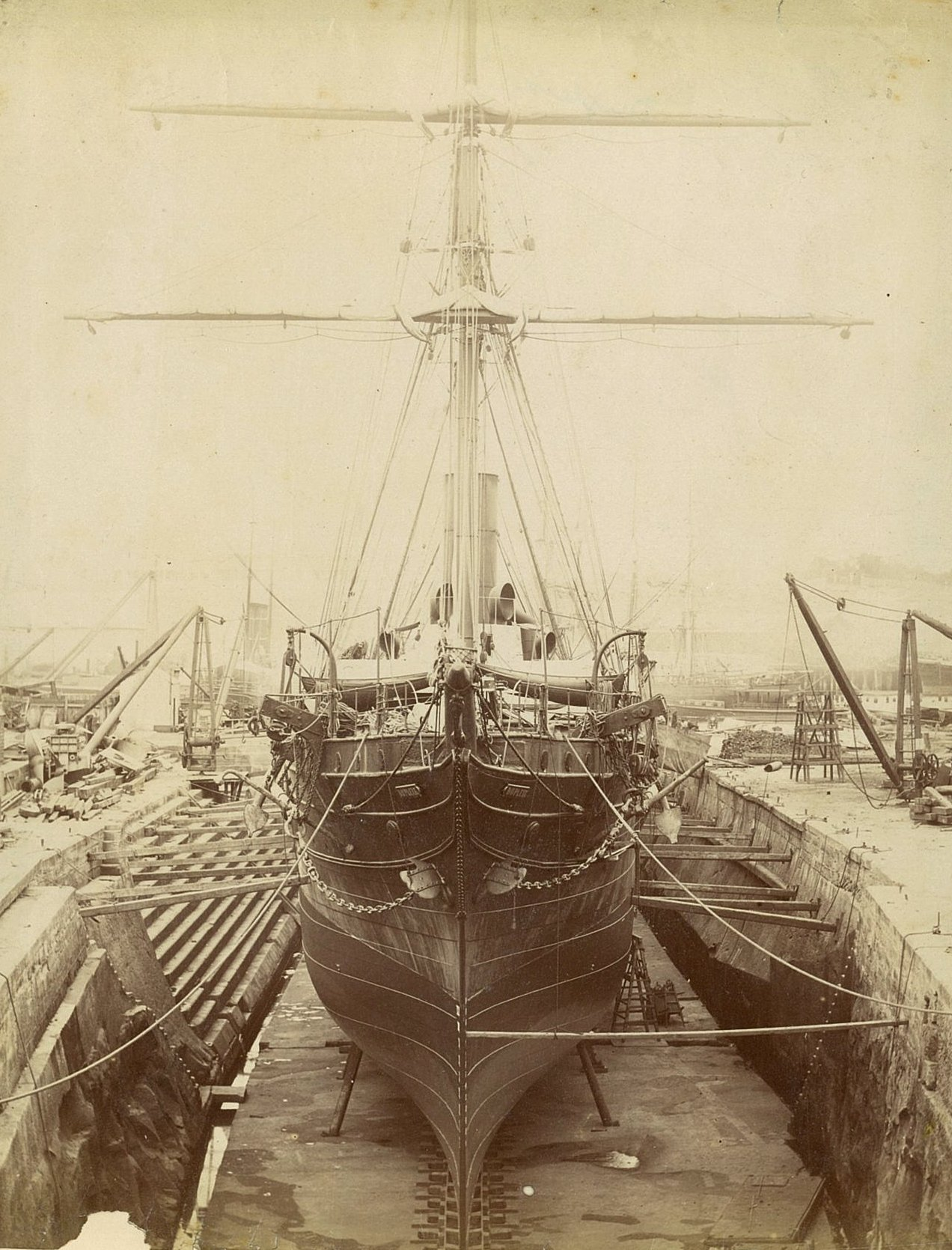
La corvette Dupleix, à Sydney.

De 1876 à 1886, le Dupleix est réarmé tous les ans de mars à octobre pour porter le guidon du commandant de la station d'Islande (surveillance des pêches). Il est rayé de la flotte en 1887 après 25 années de service dont 17 passées en Extrême-Orient.

## Les commandants de la corvette à vapeurDupleix
- 1861 : capitaine de frégate Massot ;
- 29 juin 1863 : lieutenant de vaisseau Julihet ;
- 1er mai 1864 : CF Pasquier de Franclieu ;
- 28 décembre 1864 : CF Alfred Conrad ;
- 1867 : capitaine de vaisseau Abel Bergasse Du Petit Thouars ;
- 19 juin 1869 : capitaine de vaisseau Lespès ;
- 1876 : capitaine de vaisseau Landolphe ;
- 1878 : capitaine de vaisseau Devarenne ;
- 1879 : capitaine de vaisseau Caillet ;
- 1880 : capitaine de vaisseau Layrle ;
- 1881 : capitaine de vaisseau Dumas-Vence ;
- 1882 : capitaine de vaisseau Le Cardinal ;
- 1883 : capitaine de vaisseau Philippe Baucheron de Boissoudy ;
- 1884 : capitaine de vaisseau Miet ;
- 1886 : capitaine de vaisseau Jacques Ferdinand Planche.